# Evelyn Evelyn
Еvelyn Evelyn — вигаданий музичний дует, створений співачкою та сонграйтеркою Амандою Палмер (з гурту The Dresden Dolls) та експериментальним музикантом Джейсоном Веблі. Згідно з передісторією, написаною Палмер та Веблі, дует складається із зрощених сестер-близнючок (також відомих як «Єва» та «Лін»), Евелін та Евелін Невілл, яких у 2007 році відкрили виконавці. Близнючок насправді зображують Палмер і Веблі, одягнені у з'єднаний одяг.